# Principauté de Lucques et Piombino
1805–1815
Entités précédentes :
- République de Lucques
- Principauté de Piombino
- Duché de Massa et Carrare

Entités suivantes :
- Duché de Lucques
- Grand-duché de Toscane
- Duché de Massa et Carrare

La principauté de Lucques et Piombino (en italien : Principato di Lucca e Piombino) est un État satellite du Premier Empire français, établi en Toscane entre 1805 et 1815. Elle est gouvernée par la princesse Élisa Bonaparte (sœur de l'empereur Napoléon Ier) et son mari, le prince Félix Baciocchi.

## Historique
La ville de Lucques et les terres environnantes étaient à l'origine une république : la république de Lucques.
Lors de l'invasion de l'armée révolutionnaire française en Italie, en 1797, la ville de Lucques reste indépendante. En 1799, Lucques et sa république tombèrent au pouvoir des Français. La constitution que la république s'était donnée fut abolie et remplacée par une autre.
Sous domination française de 1799 à 1805, Lucques devient une république démocratique.
En 1805, Napoléon voulut donner une couronne à sa sœur Élisa : il lui offrit la principauté souveraine de Piombino, qui avait été cédée à la France par le royaume de Naples, par le décret du 27 ventôse an XIII (18 mars 1805).

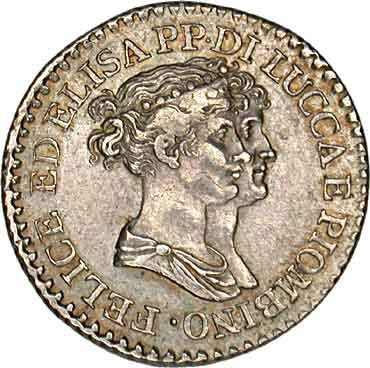
Élisa Bonaparte, et à l'arrière-plan Félix Baciocchi, sur une pièce de monnaie de cinq Francs.

Peu après, le 15 prairial an XIII (4 juin 1805), le « conseil des Ducs » (Sénat) de la petite république de Lucques demanda à Napoléon, en sa qualité de roi d'Italie, de confier le gouvernement de la république à un membre de sa famille et de le rendre héréditaire dans la descendance naturelle de celle-ci. En conséquence, Napoléon choisit le mari d'Élisa, Félix Baciocchi, et le choix fut ratifié par Lucques, le 25 prairial (14 juin).
Baciocchi fut nommé prince de Lucques par la constitution du 4 messidor (23 juin).
Le couronnement du prince Baciocchi et de sa femme eut lieu le 12 messidor (1er juillet 1805). Le 14 juillet suivant, les princes arrivèrent à Lucques pour leur cérémonie d'investiture.
Napoléon décréta qu'il y aurait à Lucques un Sénat ; point de conscription, mais que tous les citoyens feraient partie de l'armée ; qu'aucune taxe ne pourrait être exigée qu'en vertu d'une loi ; que toutes les charges, sauf les judicatures, seraient uniquement remplies par les nationaux ; que Baciocchi et son épouse Elisa étaient princes de Lucques.
Le 31 mars 1806, Napoléon retira Massa du royaume d'Italie pour les rattacher aux possessions d'Élisa. La Garfagnana fut également ajoutée.
Le 3 mars 1809, Élisa reçut le titre de grand dignitaire de l'Empire : « grande Duchesse, ayant le gouvernement général des départements de la Toscane »).
La principauté, tout en faisant partie de la Toscane et du grand Empire, conserva un statut particulier (elle ne devint pas un département français) et un préfet, Antoine-Marie-Pierre de Hautmesnil, fut nommé pour administrer le territoire.
En 1814, l'armée autrichienne occupe Lucques. Par l'acte final du congrès de Vienne (1815), la principauté est dissoute et partagée entre différents princes : l'archiduchesse Marie-Béatrice d'Este obtint le duché de Massa et Carrare ; la principauté de Piombino fut rendue à Ludovici Boncompagni (duc de Sora) et placée sous la suzeraineté du grand-duc de Toscane, et l'infante Marie-Louise d'Espagne (1782-1824), fille du roi d'Espagne, Charles IV, et veuve de Louis Ier, ancien roi d'Étrurie, eut Lucques, érigé en duché, avec une rente annuelle de 500,000 francs en indemnité provisoire, en compensation de la perte du duché de Parme octroyé à Marie-Louise d'Autriche.

## Exercice du pouvoir

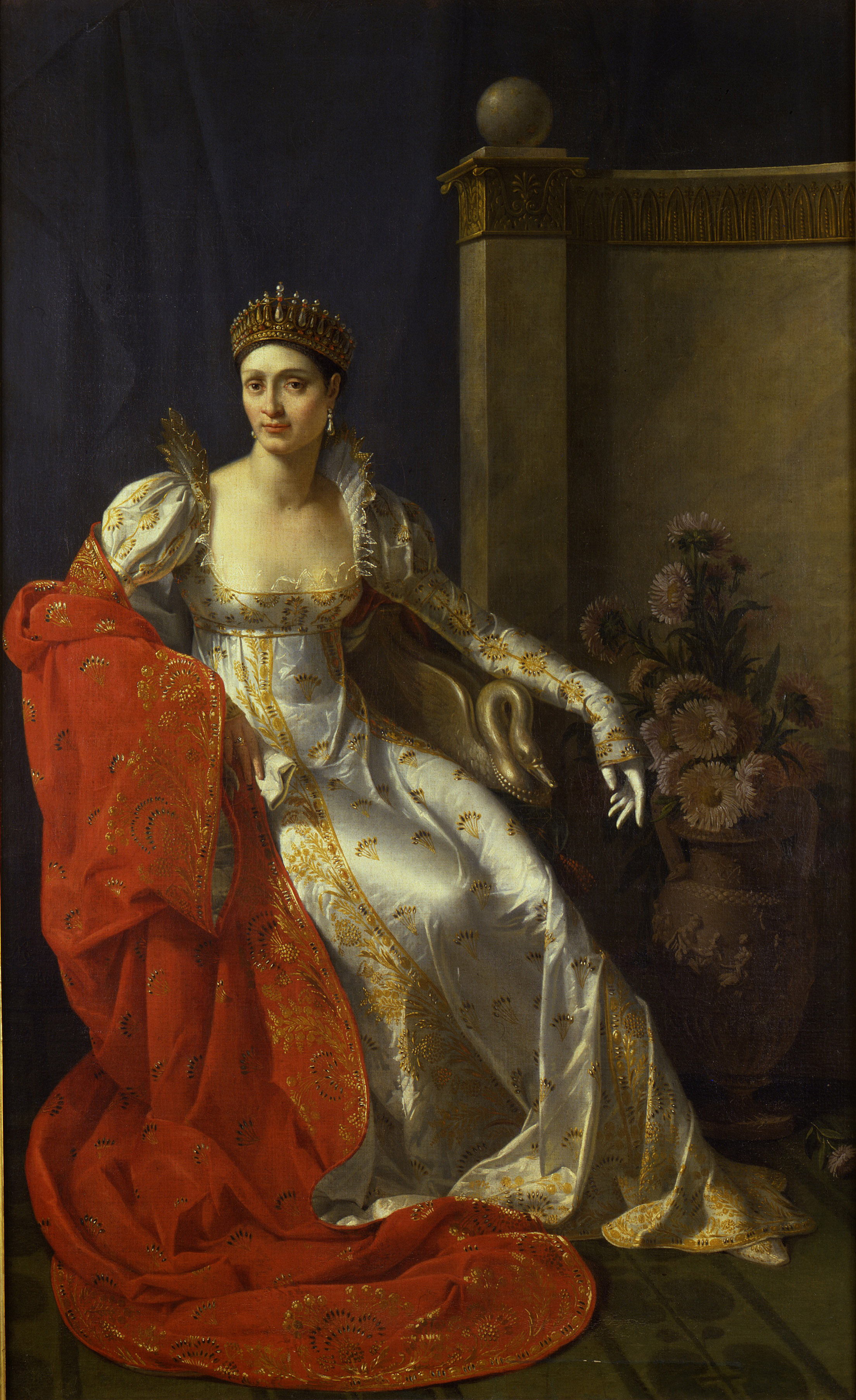
Portrait d'Élisa Bonaparte par Marie-Guillemine Benoist.

Les nouveaux princes gouvernent avec un régime constitutionnel. La constitution de cette principauté prévoyait la séparation entre l’état et l’administration de la ville, ce qui donna naissance à la Commune de Lucques.
Élisa mit en place une cour et une étiquette inspirée de celle des Tuileries. À Lucques, elle s'entoura de ministres dont beaucoup restèrent en place jusqu'à la fin de son règne, comme Luigi Matteucci, ministre de la Justice, de l'Intérieur et Affaires étrangères, Francesco Belluomini (remplacé en octobre 1807 par son fils Giuseppe), ministre des Finances, Jean-Baptiste Froussard, chef de cabinet, ou Pierre d'Hautmesnil, responsable du Budget.
Élisa exerça la majeure partie du pouvoir à Lucques et à Piombino, son mari resta très effacé et se contenta de prendre des décisions dans le seul domaine militaire. Reconnaissant la haute supériorité de sa femme, Baciocchi lui laissa l'entière direction des affaires et se contenta d'un rôle qui oscillait entre ceux d'aide de camp et de prince consort. Mari complaisant, il supporta avec sérénité les infidélités de sa femme et se satisfit de la voir gouverner les états qu'elle tenait de l'Empereur.

## Drapeau
Le drapeau de la principauté est constitué de trois bandes horizontales égales bleu ciel, blanche et rouge.

## Armoiries
| Figure | Blasonnement |
|        | Élisa Bonaparte (1777-1820), princesse de Piombino (18 mars 1805) et Lucques (juin 1805), Parti : au I, coupé d'argent et de gueules (Lucques) à la lionne rampant, la tête contournée, brochant sur le tout ; au II, de gueules à deux barres d'or accompagnées de deux étoiles du même, une en chef et une en pointe (de Bonaparte) ; sur le tout d'azur, à l'aigle d'or, la tête contournée, au vol abaissé, empiétant un foudre du même (de Napoléon). |
|        | Félix Baciocchi (18 mai 1762 - Ajaccio ✝ 27 avril 1841 - Bologne), général de brigade (11 novembre 1804)), général de division (3 mars 1809), sénateur (8 frimaire an XIII (29 novembre 1804)), prince de Piombino (18 mars 1805) et Lucques (juin 1805), Légionnaire (19 frimaire an XII : 11 décembre 1803), puis officier (25 prairial an XII : 14 juin 1804), puis Grand aigle de la Légion d'honneur « avec collier » (15 ventôse an XII : 6 mars 1805), Grand-croix de l’Ordre royal de Hollande (autorisation du 4 avril 1808), partie : I) coupé d'argent et de gueules au léopard rampant, au naturel, brochant ; II) de Bonapartesur le tout : d'Empire, Manteau imperial, couronne ducale, collier de la Toison d'or, et de la Légion d'honneur,. |